# Jürgen Sparwasser
Jürgen Sparwasser (n. 4 iunie 1948, Halberstadt, Saxonia-Anhalt, Germania) este un fotbalist ce a reprezentat Republica Democrată Germană, medaliat olimpic. A participat la o ediție a Jocurilor Olimpice (1972) în care a câștigat o medalie de bronz.